# Xenographia lignataria
Xenographia lignataria är en fjärilsart som beskrevs av W. Warren 1893. Xenographia lignataria ingår i släktet Xenographia och familjen mätare. Inga underarter finns listade i Catalogue of Life.